# The New World Tour
The New World Tour fu un tour mondiale del 1993 di Paul McCartney.

## Storia
Il tour era destinato a promuovere l'album Off the Ground e fu l'ultimo tour di McCartney del XX secolo, nonché terzo complessivo da solista. Pur avendo pubblicato tre album di materiale dal vivo nell'arco dei tre anni precedenti (Tripping the Live Fantastic, Tripping the Live Fantastic: Highlights! e Unplugged - The Official Bootleg), il tour è stato seguito da Paul Is Live, album live costituito da materiale proveniente dal The New World Tour. Curiosa fu la scelta della copertina dell'album, che vede McCartney con un cane a guinzaglio sulle strisce pedonali di Abbey Road: un evidente richiamo all'album del 1969 Abbey Road ed al PID, vista la contemporanea presenza del famoso maggiolino bianco presente in Abbey Road con la targa modificata in 51 Is. Nel 2002 Paul ha pubblicato un DVD dal titolo Paul is Live on the New World Tour.
Ogni concerto era preceduto da un cortometraggio che mostrava filmati di animali in un allevamento intensivo, tolto perché considerato controverso. Il palco del tour era dipinto e presentava proiezioni e materiale promozionale ideato da Brian Clarke.
Il tour ha girato quasi ogni continente e alcuni concerti americani sono stati mostrati in televisione nazionale dove sono stati inclusi spezzoni pubblicitari.

## Date
| Data              | Città                | Paese                 | Struttura                     |
| Europa            | Europa               | Europa                | Europa                        |
| ----------------- | -------------------- | --------------------- | ----------------------------- |
| 18 febbraio 1993  | Milano               | Italia                | Forum di Assago               |
| 19 febbraio 1993  | Milano               | Italia                | Forum di Assago               |
| 22 febbraio 1993  | Francoforte sul Meno | Germania              | Festhalle                     |
| 23 febbraio 1993  | Francoforte sul Meno | Germania              | Festhalle                     |
| Oceania           |                      |                       |                               |
| 5 marzo 1993      | Perth                | Australia             | Subiaco Oval                  |
| 9 marzo 1993      | Melbourne            | Australia             | Melbourne Cricket Ground      |
| 10 marzo 1993     | Melbourne            | Australia             | Melbourne Cricket Ground      |
| 13 marzo 1993     | Adelaide             | Australia             | Adelaide Oval                 |
| 16 marzo 1993     | Sydney               | Australia             | Sydney Entertainment Centre   |
| 17 marzo 1993     | Sydney               | Australia             | Sydney Entertainment Centre   |
| 20 marzo 1993     | Sydney               | Australia             | Sydney Entertainment Centre   |
| 22 marzo 1993     | Parramatta           | Australia             | Parramatta Stadium            |
| 23 marzo 1993     | Parramatta           | Australia             | Parramatta Stadium            |
| 27 marzo 1993     | Auckland             | Nuova Zelanda         | Western Springs Stadium       |
| Nord America      |                      |                       |                               |
| 14 aprile 1993    | Whitney              | Stati Uniti d'America | Sam Boyd Silver Bowl          |
| 17 aprile 1993    | Anaheim              | Stati Uniti d'America | Anaheim Stadium               |
| 20 aprile 1993    | Las Cruces           | Stati Uniti d'America | Aggie Memorial Stadium        |
| 22 aprile 1993    | Houston              | Stati Uniti d'America | Astrodome                     |
| 24 aprile 1993    | New Orleans          | Stati Uniti d'America | Louisiana Superdome           |
| 27 aprile 1993    | Memphis              | Stati Uniti d'America | Liberty Bowl Memorial Stadium |
| 29 aprile 1993    | Saint Louis          | Stati Uniti d'America | Busch Stadium                 |
| 1º maggio 1993    | Atlanta              | Stati Uniti d'America | Georgia Dome                  |
| 5 maggio 1993     | Cincinnati           | Stati Uniti d'America | Riverfront Stadium            |
| 7 maggio 1993     | Columbia             | Stati Uniti d'America | Williams-Brice Stadium        |
| 9 maggio 1993     | Orlando              | Stati Uniti d'America | Citrus Bowl                   |
| 21 maggio 1993    | Winnipeg             | Canada                | Winnipeg Stadium              |
| 23 maggio 1993    | Minneapolis          | Stati Uniti d'America | Hubert H. Humphrey Metrodome  |
| 26 maggio 1993    | Boulder              | Stati Uniti d'America | Folsom Field                  |
| 29 maggio 1993    | San Antonio          | Stati Uniti d'America | Alamodome                     |
| 31 maggio 1993    | Kansas City          | Stati Uniti d'America | Arrowhead Stadium             |
| 2 giugno 1993     | Milwaukee            | Stati Uniti d'America | Milwaukee County Stadium      |
| 4 giugno 1993     | Pontiac              | Stati Uniti d'America | Pontiac Silverdome            |
| 6 giugno 1993     | Toronto              | Canada                | Exhibition Stadium            |
| 11 giugno 1993    | East Rutherford      | Stati Uniti d'America | Giants Stadium                |
| 13 giugno 1993    | Filadelfia           | Stati Uniti d'America | Veterans Stadium              |
| 15 giugno 1993    | Charlotte            | Stati Uniti d'America | Blockbuster Pavilion          |
| Europa            |                      |                       |                               |
| 3 settembre 1993  | Berlino              | Germania              | Waldbühne                     |
| 5 settembre 1993  | Vienna               | Austria               | Wiener Stadthalle             |
| 6 settembre 1993  | Vienna               | Austria               | Wiener Stadthalle             |
| 9 settembre 1993  | Monaco di Baviera    | Germania              | Olympiahalle                  |
| 11 settembre 1993 | Londra               | Inghilterra           | Earls Court                   |
| 14 settembre 1993 | Londra               | Inghilterra           | Earls Court                   |
| 15 settembre 1993 | Londra               | Inghilterra           | Earls Court                   |
| 18 settembre 1993 | Dortmund             | Germania              | Westfalenhalle                |
| 19 settembre 1993 | Dortmund             | Germania              | Westfalenhalle                |
| 21 settembre 1993 | Dortmund             | Germania              | Westfalenhalle                |
| 23 settembre 1993 | Stoccarda            | Germania              | Hanns-Martin-Schleyer-Halle   |
| 25 settembre 1993 | Göteborg             | Svezia                | Scandinavium                  |
| 27 settembre 1993 | Oslo                 | Norvegia              | Oslo Spektrum                 |
| 28 settembre 1993 | Oslo                 | Norvegia              | Oslo Spektrum                 |
| 1º ottobre 1993   | Stoccolma            | Svezia                | The Globe                     |
| 3 ottobre 1993    | Mannheim             | Germania              | Maimarkthalle                 |
| 5 ottobre 1993    | Stoccarda            | Germania              | Hanns-Martin-Schleyer-Halle   |
| 6 ottobre 1993    | Francoforte sul Meno | Germania              | Festhalle                     |
| 9 ottobre 1993    | Rotterdam            | Paesi Bassi           | Ahoy Sportpaleis              |
| 10 ottobre 1993   | Rotterdam            | Paesi Bassi           | Ahoy Sportpaleis              |
| 13 ottobre 1993   | Parigi               | Francia               | Palais Omnisports de Bercy    |
| 14 ottobre 1993   | Parigi               | Francia               | Palais Omnisports de Bercy    |
| 17 ottobre 1993   | Gand                 | Belgio                | Flanders Expo                 |
| 20 ottobre 1993   | Tolone               | Francia               | The Zenith                    |
| 22 ottobre 1993   | Firenze              | Italia                | Palasport                     |
| 23 ottobre 1993   | Firenze              | Italia                | Palasport                     |
| 26 ottobre 1993   | Barcellona           | Spagna                | Palau Sant Jordi              |
| 27 ottobre 1993   | Barcellona           | Spagna                | Palau Sant Jordi              |
| Asia              |                      |                       |                               |
| 12 novembre 1993  | Tokyo                | Giappone              | Tokyo Dome                    |
| 14 novembre 1993  | Tokyo                | Giappone              | Tokyo Dome                    |
| 15 novembre 1993  | Tokyo                | Giappone              | Tokyo Dome                    |
| 18 novembre 1993  | Fukuoka              | Giappone              | Fukuoka Dome                  |
| 19 novembre 1993  | Fukuoka              | Giappone              | Fukuoka Dome                  |
| Nord America      |                      |                       |                               |
| 25 novembre 1993  | Città del Messico    | Messico               | Autodromo Hermanos Rodríguez  |
| 27 novembre 1993  | Città del Messico    | Messico               | Autodromo Hermanos Rodríguez  |
| Sud America       |                      |                       |                               |
| 3 dicembre 1993   | San Paolo            | Brasile               | Estádio do Pacaembu           |
| 5 dicembre 1993   | Curitiba             | Brasile               | Pedreira Paulo Leminski       |
| 10 dicembre 1993  | Buenos Aires         | Argentina             | Estadio River Plate           |
| 11 dicembre 1993  | Buenos Aires         | Argentina             | Estadio River Plate           |
| 12 dicembre 1993  | Buenos Aires         | Argentina             | Estadio River Plate           |
| 16 dicembre 1993  | Santiago del Cile    | Cile                  | Estadio Nacional              |

## Scaletta
1. Drive My Car (Beatles)
2. Coming Up (solista)
3. Get Out of My Way (solista)
4. Another Day (solista)
5. All My Loving (Beatles)
6. Let Me Roll It (Wings)
7. I Wanna Be Your Man (Beatles)
8. Robbie's Bit (solista)
9. Good Rockin' Tonight (Roy Brown)
10. We Can Work It Out (Beatles)
11. Here, There and Everywhere (Beatles)
12. And I Love Her (Beatles)
13. Every Night (solista)
14. Hope of Deliverance (solista)
15. Biker Like an Icon (solista)
16. Yesterday (Beatles)
17. My Love (Wings)
18. Lady Madonna (Beatles)
19. Live and Let Die (Wings)
20. Let It Be (Beatles)
21. Peace in the Neighbourhood (Beatles)
22. Off the Ground (solista)
23. Magical Mystery Tour (Beatles)
24. The Long and Winding Road (Beatles)
25. C'Mon People (solista)
26. Paperback Writer (Beatles)
27. Fixing a Hole (Beatles)
28. Penny Lane (Beatles)
29. Sgt. Pepper's Lonely Hearts Club Band (Reprise) (Beatles)
  - Encore
30. Band on the Run (Wings)
31. I Saw Her Standing There (Beatles)
32. Hey Jude (Beatles)

## Formazione
- Paul McCartney – voce solista, basso, chitarra elettrica, chitarra acustica, pianoforte, batterie
- Linda McCartney – voce di supporto, tastiere, percussioni, autoharp, tamburo, bell stick
- Hamish Stuart –voce di supporto, chitarra elettrica, chitarra acustica, basso elettrico, basso acustico,
- Robbie McIntosh – voce di supporto, chitarra elettrica, chitarra acustica
- Paul 'Wix' Wickens – voce di supporto, tastiere, fisarmonica, chitarra acustica, percussioni, shaker, maracas
- Blair Cunningham – batteria, percussioni, triangolo